# Nährstoff (Pflanze)
Nährstoffe sind für Pflanzen diejenigen anorganischen und organischen Verbindungen, denen sie die Elemente entnehmen können, aus denen ihr Körper aufgebaut ist. Als Nährstoffe werden oft auch diese Elemente selbst bezeichnet.
Je nach dem Standort der Pflanze (terrestrisch oder aquatisch) werden die Nährstoffe aus der Luft, dem Wasser und dem Boden entnommen. Dabei handelt es sich meistens um einfache anorganische Verbindungen wie Wasser (H2O) und Kohlendioxid (CO2) sowie Ionen wie Nitrat (NO3−), Phosphat (PO43−) und Kalium (K+).
Die Verfügbarkeit der Nährstoffe ist unterschiedlich. Sie hängt vom chemischen Verhalten des Nährstoffs und von den Standortbedingungen ab. Da die Nährstoff-Elemente in einem bestimmten Mengenverhältnis benötigt werden, begrenzt meist die Verfügbarkeit eines Elementes das Wachstum der Pflanzen. Führt man dieses Element zu, steigert sich das Wachstum. Diesen Vorgang nennt man Düngung.

## Chemische Elemente
Für das Wachstum von Grünpflanzen sind 17 chemische Elemente erforderlich: Kohlenstoff (C), Wasserstoff (H), Sauerstoff (O), Stickstoff (N), Phosphor (P), Kalium (K), Magnesium (Mg), Calcium (Ca), Schwefel (S), Mangan (Mn), Zink (Zn), Eisen (Fe), Kupfer (Cu), Bor (B), Chlor (Cl), Molybdän (Mo) und Nickel (Ni). C, H und O werden dabei über Luft (CO2) und in Form von Wasser (H2O) aufgenommen, die restlichen Elemente bei terrestrischen Pflanzen über den Boden. Aufgrund des mengenmäßig unterschiedlichen Bedarfs werden Mengenelemente (N, P, K, Mg, Ca, und S) und Spurenelemente (Mn, Zn, Fe, Cu, B, Cl, Mo, und Ni) unterschieden. Die Metalle unter den Elementen werden von der Pflanze in der Form von Metallionen aufgenommen, während die Nichtmetalle in der Regel in Form chemischer Verbindungen aufgenommen werden – Chlor bildet eine Ausnahme (Aufnahme als Chlorid).

## Einteilung der Nährstoffe
Eine Einteilung von Nährstoffen ist je nach Fragestellung auf unterschiedliche Weise möglich. Neben der Einteilung nach nicht-mineralisch, mineralisch oder organisch wird auch eine Gruppierung nach der Verfügbarkeit, Mobilität, Notwendigkeit oder nach der benötigten Menge des Nährstoffes getroffen. Man kann Kernnährelemente von Hauptnährelementen und Mikronährelementen unterscheiden.
Eine wichtige Einteilung der Nährstoffe erfolgt nach ihrer Notwendigkeit:
- notwendige, essentielle Nährstoffe, zum Beispiel Kalium; lebensnotwendig sind neben den Kernelementen der organischen Substanz (C, O, H, N und P) noch K, S, Ca, Mg, Mo, Cu, Zn, Fe, B, Mn, Cl bei höheren Pflanzen, Co, Ni;
- alternativ erforderliche, substituierbare Nährstoffe. Dabei geht es vor allem um unterschiedliche Bindungsformen eines Kernelements, z. B. Stickstoff als Nitrat, Ammonium oder Aminosäure.
- nützliche Nährstoffe: Na+ als teilweiser Funktionsersatz für K+;
- entbehrliche Nährstoffe – etwa 70 Elemente, die natürlich vorkommen; für die Pflanzenernährung entbehrlich ist zum Beispiel Jod, das für Tiere und Menschen lebensnotwendig ist.

## Mengenbedarf
Neben den Kernnährelementen Kohlenstoff, Wasserstoff, Sauerstoff, Stickstoff, Phosphor und weiteren Hauptnährelementen wie Kalium, Schwefel, Calcium, Magnesium gibt es eine Anzahl von Mikronährelementen, deren Wirkungsoptimum oft sehr schmal ist, d. h. nur kleine Mengenunterschiede dieser Spurennährstoffe oder Mikronährstoffe bewirken Mangelerscheinungen oder Überdüngung.
Da Wasserstoff und Sauerstoff als Wasser und der Kohlenstoff als Kohlendioxid aus der Luft aufgenommen werden, zählt man sie oft nicht zu den Nährstoffen. Dennoch ist ein Wassermangel für Landpflanzen eben so schädlich wie ein Kohlensäuremangel für submerse Wasserpflanzen und Algen.
Da typische Biomasse eine mittlere Zusammensetzung der Kernelemente von
C106H180O45N16P1
aufweist, müssen diese auch im entsprechenden Mengenverhältnis verfügbar sein. Diese Verfügbarkeit ist in terrestrischen Biotopen anders verwirklicht als in aquatischen.
So ist eine C-Versorgung an Land durch den Kohlendioxidgehalt der Luft praktisch immer gegeben, während der entsprechende Vorrat im Wasser aufgebraucht werden kann. Dann können viele spezialisierte Wasserpflanzen ihren Kohlenstoffbedarf alternativ auch aus Hydrogencarbonat decken. Ein Nachschub an Kohlendioxid durch die Wasseroberfläche aus der Luft ist dagegen langsam und führt nur zu geringen Konzentrationen (0,5 bis 1 mg/l). Der Kohlendioxidgehalt des Wassers stammt zum größten Teil aus der Atmung von Organismen.
Der Stickstoffbedarf wird an Land in der Regel aus Nitrat- und Ammoniumgehalten des Bodens und des Grundwassers gedeckt. Spezialisierte Landpflanzen können eine Symbiose mit Knöllchenbakterien bilden, die im Stande sind, Stickstoffgas (N2) in eine biologisch verwertbare Form zu binden. In aquatischen Biotopen sind die Blaualgen (Cyanobacteria) zur Stickstoffbindung befähigt. Erst ihre N-haltigen Stoffwechselprodukte und Zerfallsprodukte stellen dem Ökosystem dann die aufgestockte N-Versorgung zur Verfügung.
Phosphor wird zwar in der vergleichsweise geringsten Menge benötigt, dennoch ist auch seine Verfügbarkeit wegen seiner Neigung zur Bildung schwerlöslicher Verbindungen meist sehr begrenzt, so dass er oft den Minimumfaktor darstellt. In aquatischen Systemen ist P prinzipiell der begrenzende Faktor, soweit nicht absichtlich, wie in Karpfenteichen, mit Phosphat gedüngt wird. Ansonsten ist Phosphor die Ursache der Eutrophierung von Seen und Flüssen.

## Verfügbarkeit
Die Mechanismen der Nährstoffaufnahme sowie die Nutzbarkeit der Nährstoffe für die Pflanzen ist abhängig von biologischen Prozessen, physikalischen und chemischen Bodeneigenschaften bzw. der physikalischen und chemischen Wasserqualität; wichtige Einflussgrößen sind an Land das verfügbare Bodenvolumen – die Beschaffenheit der Rhizosphäre, die Bodenfeuchte, der Boden-pH in der Bodenlösung, die Sorption der Nährstoffe, die Mobilität bzw. Wasserlöslichkeit des Nährstoffs. Temperatur- und Feuchteverlauf bestimmen die Mineralisierung organischer Substanz durch die Bodenlebewesen. Bestimmte Mikroorganismen im Boden, wie Mykorrhizapilze, beeinflussen die Nährstoffaufnahme der Pflanzen positiv. Diese Symbiosen können die Effizienz der Nährstoffaufnahme erhöhen und die Pflanzen widerstandsfähiger gegenüber Stressfaktoren wie Trockenheit machen.
Zu beachten sind bei der Ermittlung des Nährstoffbedarfes in terrestrischen Biotopen deshalb besonders der pH-Wert des Substrates und die Wirkung der verwendeten Nährstoff-Verbindung auf die Bodenreaktion; Stickstoff kann zum Beispiel als basisch wirkendes Nitrat-Ion NO3−, als sauer wirkendes Ammonium NH4+ oder als basisch wirkender Kalkstickstoff CaCN2 eingesetzt werden. Kalkammonsalpeter liefert den Stickstoff in zwar neutralisierter, aber sauer reagierender Form.
Die vorhandene Pufferkapazität des Substrates ist wichtig für die Vermeidung eines zu hohen Salzgehalts in der "Nährlösung", also dem Porenwasser des Bodens. Neben der osmotischen Schadwirkung zu konzentrierter Nährsalze treten toxische Reaktionen – besonders von Mikronährstoffen – schon bei geringen Konzentrationen auf. Die relative Toxizität von Boraten liegt zum Beispiel um den Faktor 1000 höher als die von Natriumsulfat, das ggf. rein osmotisch schädigt.

## Nährstoffdynamik
Die Nährstoffdynamik im Substrat stellt ein ständig veränderliches dynamisches Gleichgewicht dar. Wasserlösliche, mobile Nährstoffe können durch die Pflanzenwurzeln leicht aufgenommen werden, sind aber auch leicht ausschwemmbar. Durch Immobilisierung werden leichtmobilisierbare Reserven geschaffen, die durch Fixierungsprozesse zu immobilen Reserven umgewandelt werden können. Aus diesen Reserven erfolgt bei veränderten Gleichgewichtsbedingungen eine Nachlieferung (Defixierung) und schließlich eine Mobilisierung der Nährstoffe.
Eine ideale Nährstoffdynamik besitzt ein Substrat, das viele Nährstoffe leicht mobilisierbar speichert – und damit vor Auswaschung schützt – Überschüsse in Puffersystemen bereithält, ohne zu fixieren, bei Entzug jedoch Nährstoffe ausreichend nachliefert.

## Das Minimumgesetz von Sprengel
Jede Pflanze benötigt die Nährstoffelemente in einem bestimmten Mengenverhältnis, wie oben anhand der typischen Zusammensetzung der Biomasse gezeigt wurde.
Das Minimumgesetz von Carl Sprengel, 1828 veröffentlicht, 1855 von Justus von Liebig popularisiert, besagt: Dasjenige Element, das im Vergleich mit dem benötigten Mengenverhältnis in der minimalen Menge verfügbar ist, bestimmt über das maximal mögliche Wachstum der Pflanze. Es kann kein Nährelement durch ein anderes ersetzt werden. Daher gleicht der Überschuss eines Elements nicht die Unterversorgung mit einem anderen Nährelement aus.
Als bekanntes Vergleichsbild wird oft ein offenes Fass aus unterschiedlich langen Dauben dargestellt (Minimum-Tonne), das mit Wasser gefüllt wird. Die Dauben repräsentieren dabei die vorhandene Mengen je eines Nährstoffes. Das Fass kann nur bis zum Niveau der kürzesten Daube mit Wasser gefüllt werden.
Große Bedeutung hat das Gesetz vom Minimum beim Düngen. Hier wird versucht, die Nährstoffe möglichst genau im Verhältnis ihres Bedarfs zur Verfügung zu stellen. Deshalb müssen vorher durchgeführte Bodenanalysen zeigen, von welchen Elementen um wie viel aufgestockt werden sollte.